# Saint-Paul-de-Vézelin

Saint-Paul-de-Vézelin is een plaats en voormalige gemeente in het Franse departement Loire (regio Auvergne-Rhône-Alpes) en telt 299 inwoners (1999). De plaats maakt deel uit van het arrondissement Roanne. Saint-Paul-de-Vézelin is op 1 januari gefuseerd met de gemeenten Amions en Dancé tot de gemeente Vézelin-sur-Loire. 

## Geografie
De oppervlakte van Saint-Paul-de-Vézelin bedraagt 13,4 km², de bevolkingsdichtheid is 22,3 inwoners per km².
De onderstaande kaart toont de ligging van Saint-Paul-de-Vézelin met de belangrijkste infrastructuur en aangrenzende gemeenten.

## Demografie
Onderstaande figuur toont het verloop van het inwonertal (bron: INSEE-tellingen).